# ディスコミュニケーション
『ディスコミュニケーション』（DISCOMMUNICATION）は、植芝理一による日本の青年漫画。『月刊アフタヌーン』（講談社）にて1992年2月号から2000年11月号にかけて連載。本編（冥界編、学園編の一部、内宇宙編）が全13巻、『ディスコミュニケーション 学園編』が全1巻、『ディスコミュニケーション 精霊編』が全3巻の、計17巻が発行された。後に、『新装版 ディスコミュニケーション』全7巻（1〜3巻：冥界編1〜3、4〜5巻：学園編1〜2、6巻：内宇宙編、7巻：精霊編）が発行されている。

## 概要
不思議な少年松笛と彼に恋をした少女戸川が織り成す、摩訶不思議恋愛漫画。通称『ディスコミ』。テーマは恋愛だがそれに民俗学や神道、心理学などを絡めた独特の漫画作品。
全体として初期エピソード群（新装版では「冥界編」に包括）、冥界編、学園編、内宇宙編、精霊編で構成される。『夢使い』は精霊編の設定を使用しているが、パラレルワールドでの話なので直接の続編ではない。物語の舞台は神奈川県であるが、内容に直接関係することはない。
タイトルの直訳は「相互不理解」であるが、なぜこのタイトルなのか作者にもわからないらしい。作品内では特撮、漫画、映画、アニメ、小説などから数々のパロディが見られる。
季節が循環しても登場人物の学年が進級することのないタイプの作品である。
『謎の彼女X』のOVA版（第14話 - 謎の夏祭り）に戸川安里香と松笛篁臣がゲスト出演している。

## あらすじ
ごく普通の女子高生戸川 安里香はある日突然変わり者の同級生松笛 たか臣を唐突かつ猛烈に好きになってしまい告白。松笛はその日のうちに戸川を自宅に案内する。そこは廃屋のようなボロの建物で、奇妙な像やお札が散乱する摩訶不思議な場所で松笛は一人暮らしをしていた。松笛の寝室に案内された戸川は思わず身構えるが、松笛の最初の要求は「自分を好きになった女の子の襟足を剃ってみたい」だった。
こうして2人は一応付き合うようになるが、松笛はごく普通の高校生のように戸川にキスやその先の行為を迫ることなく、「耳掃除をさせて欲しい」「涙を飲ませて欲しい」「足の爪を切らせて欲しい」などといった奇妙な注文をしてくるのだった。戸川は不承不承ながらもそんな不思議な松笛の注文を受け入れる。
中学時代の彼氏香坂彰治と再会した戸川は不覚にも松笛の目の前でキスされてしまう。だが、松笛の態度に変化は見られなかった。「松笛は本当に自分のことが好きなのだろうか？」という疑念を抱いた戸川は今度は逆に香坂を利用して仲良さげな姿を見せるも松笛の態度はやはり変化なし。たまりかねた戸川は松笛に怒って迫るが、松笛にキスをされて肩を抱かれても特別な感じにはならない。中学時代に香坂と経験もしている戸川だったが行為について「なにかが違う。なにかが足りない。」と感じており、相手が松笛でも同じだった。
戸川は自身の最大の謎である「自分はどうして松笛を好きになってしまったのか」という疑問の答えを見つけるべく、松笛と行動を共にする。そして様々な不思議な体験を重ねていくのだった。

### 冥界編
多層世界と世界の真理、死や運命といった深遠なテーマを描く長編。様々な異なる姿の松笛、戸川が現れる。
ある日、いつものように松笛の家を訪れていた戸川は不慮の事故で松笛とキスをしてしまう。すると松笛は「戸川を妊娠させてしまった」と大慌て。そんな馬鹿なと思う戸川だったが体調が刻々と変化し、やがて卵を産み落とす。そんなとき、校門に犬と豚の首がぶら下げられる事件が発生する。松笛はそれが自分を追ってきた刺客からの呼び出しと察し、戸川にも注意を呼びかけるのだが戸川は忠告を無視して刺客の示した廃工場に向かう。男女二人の刺客は松笛を抹殺するための儀式を行っていた。戸川が忠告を無視したことをニワトリから知った松笛は廃工場で刺客と相対し、壮絶な死闘を繰り広げる。だが、蛇に入り込まれた戸川は悦楽の罠に堕ちてしまう。
本来高校で出会う筈のなかった戸川と松笛。戸川は本来『松笛とは別の存在』と出会い結ばれ、添い遂げる筈だった。戸川は『戸川自身の影』に助けられながら蛇の罠に抵抗する。やがて『鳥の腕輪』の力で脱出を試みるが冥界奥深くへと連れ去られてしまう。松笛は戸川を追って冥界へと赴く。そこで『松笛自身の影』と共に冥界の山を登っていく。そこで明らかになるのは、異界からの来訪者で人ではない松笛が存在しない本来の世界では戸川 安里香は大学生のとき、真面目で少し気の弱いごく普通の青年松笛 たか臣（真）と知り合って恋に落ち、やがて二人は結婚し、子供をもうけ幸せになるという未来だった。蛇により松笛たか臣との記憶を消された戸川は運命に導かれるように大学で松笛（真）と知り合いサークルに入る。夢を研究するサークルで松笛（真）は戸川と一緒に眠ると、自分自身とは別の松笛と出会い重ねてきた日々を夢として見る。更には戸川を取り戻すため冥界の山を登る松笛とも邂逅する。戸川のことは好きだが、ここに居る戸川は本来、松笛の居る世界から来た存在という事実に苦しむ松笛（真）は様子を見守っていた『戸川自身の影』と遭遇。夢は夢として戸川との約束された幸せを掴むか、もう一人の松笛たか臣を救うために冥界へ向かうかの決断を問われ、悩み抜いた末に戸川を守る為、戸川との別れを決断した松笛（真）はかつて戸川と松笛が行った『歓喜天の儀式』を再現する。松笛(真)と戸川は冥界へ到達するが戸川の意識が目覚めない。『戸川自身の影』に助けられながら松笛(真)は戸川を背負い冥界の山を登る。そこに妨害者が現れる。妨害者との戦いで『戸川自身の影』は倒された。戸川の心に入り込んだ松笛（真）は高校に辿り着く。其処は戸川と松笛が出会った場面だった。そこにいる松笛に戸川を引き渡すべく妨害者の追跡を振り切る。松笛と松笛(真)は戸川をかついで松笛の自宅に向かう。松笛は自分が戸川を好きな理由を松笛（真）に打ち明ける。それは松笛の夢の中で松笛（真）が戸川と出会い、結ばれ、幸福に暮らすというものだった。『戸川が二つの世界のいずれかを選ぶということはない』という結論に達した二人の松笛は再び冥界へと戻った。そこで邪視と対決し勝利する。松笛の援護で戸川の星に辿り着いた松笛（真）。だが、妨害者の攻撃で松笛は山の下方へと飛ばされる。
妨害者は遂に正体を現す。妨害者もまた松笛の姿（松笛（偽））をしていた。松笛（偽）は松笛（真）を頂上へと案内する。松笛（真）は子供時代の松笛、戸川を見せ、二人を同行させる。戸川の星に辿り着いた松笛（真）だったが触れた途端に石塊となり粉々になってしまった。絶望する松笛（真）の前で子供時代の松笛、戸川は性交の儀式を行う。儀式が終わり、子供時代の松笛と戸川は二人の子供を手に戻る。二人に導かれた松笛（真）は『未来』へと向かう。夢から醒めた松笛（真）は戸川と結ばれ、二人の子宝に恵まれた幸せな男だった。家族との幸せな休日を過ごし、夕方になったとき戸川から別れを告げられる。すなわち『愛する者の死』だった。『人が人を好きになる理由』という真理の探究をやめて山を下りればなにも問題がないと松笛（偽）に諭され、戸川を渡された松笛（真）は涙に暮れる。そのとき戸川の意識が目覚めた。戸川は二つの世界で起きた出来事の記憶を取り戻していたのだった。松笛（偽）に騙されていると看破した戸川だったが松笛（真）と同様に『愛する者の死』を味わわせられる。二人は妨害者によって石化されかけるが二人は力を併せ、『火弾』で妨害者を攻撃する。妨害者の正体は蛇であり、二人が案内されたのは偽物の頂上だった。二人は更に頂上を目指して進み、松笛も合流する。頂上の塔を前にして松笛と蛇の最後の戦いが繰り広げられ、松笛は蛇を斃した。頂上にあったのは『運命の輪』だった。松笛はそこで戸川の心を取り戻す。だが、冥界からの脱出に松笛の力は残されていなかった。松笛は松笛（真）に狐の面を渡し5年後の再会を約束して松笛（真）と戸川（真）を脱出させる。
松笛（真）は出版社で働くサラリーマンとなっていた。サークルの仲間たちとの久々の酒席。そこへOLをしている戸川（真）もやってくる。二人はサークル仲間たちから婚約を祝福される。その翌日、あの日から丁度5年目の日が訪れようとしていた。松笛（真）のアパートに置かれた狐の面が光を放ちはじめる。二人は久々に大学を訪れ、サークルの部室に入り込む。そこに『戸川自身の影』と『松笛自身の影』も現れる。話し合いの結果、『歓喜天の儀式』を行った二人の前に松笛と戸川が現れる。こうして、冥界を巡る冒険を繰り広げた3人ずつ6人の松笛と戸川が顔を合わせ、再会を喜び合う。松笛と戸川は『鳥の腕輪』の力で元の世界への帰還を果たす。
戻った世界で二人を待ち受けているのは刺客たちだった。最後の決戦に挑む松笛と刺客の男。だが、戸川は両者の間に割って入る。そして、夜明けを迎えた。刺客の男が冥界へ飛ぶ戸川を撃てなかったとき、既に勝敗は決していたのだ。襲撃を断念した刺客たちは異界へと引き上げる。こうして事件は終わった。だが、戸川の「松笛を好きになった理由を探す」という真理の探究はなおも続くのだった。

## 主な登場人物
戸川安里香（とがわ ありか）
南高校2年（17）。7月17日生まれ。血液型O型。眼鏡とボブカットが特徴で眼鏡を外すと美少女だが基本的に拒否している。中学時代に男性経験あり、非処女。男子にはわりとモテる。とある放課後、1人教室で外を眺めていた松笛を見て唐突に彼のことが好きになり、「どうして私は松笛くんのことを好きになったんだろう」という謎を解くために彼と付き合う。基本的には松笛の奇妙な注文にも嫌な顔ひとつせずに受け入れるが、度の過ぎた注文には渋る事も。松笛の言うとおりにしてしておもらししてしまったこともある。いたってまともな性格の持ち主であるものの、その芯は強く時に無謀とも思える行動をとる事もある。父親の目は松笛と同じく黒目が無い。また、妹の知恵香に名前を呼び捨てにされる事を気にしている。
松笛臣（まつぶえ たかおみ）
南高校2年（？）。素性、家族構成などが全く不明の謎の少年。トレードマークは狐のお面。基本的に喜怒哀楽の表情が欠落している。人並みはずれた霊力や知識を備えている。戸川を除く奇妙な女子には意外にもモテる。町はずれの廃ビル（初期の解説によると森の中に存在する）に1人で住む。学校にはあまり出席せず、たまに来ることがあっても遅刻するなどルーズ。戸川安里香に対し襟足を剃る、涙を飲むといった奇妙な注文をすることがある。過去に色々因縁があり、それによって事件に巻き込まれることも多い。
冥界の主によると異世界の存在らしいが、具体的な正体・素性については作品の最後まで明かされないままである。ロボットアニメ、特撮、YMOマニアで作者を大きく投影したキャラクターでもある。学園編ではスネオをかたどったグッズを多数所持していた。名前の「たか」の字は、竹カンムリに「サンズイに星」だが、作者がつくった“私造字”なので辞書には載っていない。便宜上、“篁臣”とも表記される。白目が特徴。
ハマノ
松笛たちのクラスメイトで野球部所属。黒縁眼鏡でやや太めの体型。戸川と松笛が交際していることは知っているが戸川に気がある。授業で野球をしていた際に飛んできた打球が遅刻登校中の松笛を直撃しかけたところ、視線を向けただけで止まって落ちたことで邪眼持ちではないかと疑い松笛に興味を抱く。
学園編では松笛たちと一緒に事件に首を突っ込む。演劇部の神無月とは恋人同士である。驚くとウサギ化する。
香坂彰治（こうさか しょうじ）
修英館学院高校2年。戸川の中学時代の元彼氏。通称：コウサカ。親が総合病院の経営者で金持ち。中学時代にサボり仲間だった戸川と交際し、関係も持つが結局別れた。女に手の早いプレイボーイとして悪名高い。その当時の戸川はロングヘアで眼鏡もかけていなかった。再会後の戸川が松笛に夢中でいるせいで逆に気になってしまう。
戸川知恵香（とがわ ちえか）
中学生で、戸川安里香の妹。姉とは正反対の性格で何人もの男と付き合う。身長も姉より高く、戸川家の母は知恵香が姉で、安理香を妹と考える方がしっくりいくようである。
ニワトリ
第7話で松笛の引き出しから飛び出して来て以来、神出鬼没に現れるようになる。松笛の影の存在である。
聖歓喜天の像（せいかんぎてんのぞう）
通称：歓喜天。人物ではないが、本編で幾度となく顔を見せる重要な役割を持った密教の神様の像。

### 冥界編での主な登場人物
刺客の男女
狐の御面をかぶった謎の男女2人組。なぜか松笛を「この世界に存在してはならない人間」として、呪術で命を奪おうとしている。そのための力を召喚する性的秘法を深夜行っているところを戸川に目撃される。作中で名前が明かされることは無い。松笛にとって近しい人間？であることが示唆されている。松笛抹殺に失敗し夜明けとともに消え去る。
戸川 安里香（真）
早背田大学文学部1年（19）。冥界の主の示した、イレギュラーの存在である松笛が高校時代に戸川と出会っていない世界の戸川。蛇の介入によって松笛の記憶を喪失し、本来の戸川が持ち合わせている『人が人を好きになる理由の探求心』は持ち合わせていない。高校時代は女友達たちと青春を謳歌し、大学に進学する。サークル勧誘の場で松笛（真）と出会い、心の痛みから卒倒してしまう。戸川との最大の違いはかなり積極的であること。松笛（真）を追って入部したサークルで副部長から夢の探求を課題とされる。時折、本来の戸川と松笛を夢に見る。本来の世界の夢に関して何も気にしていなかったが、夢に悩む松笛（真）を見て冥界に行く。だが、冥界に赴く理由を持ち合わせていないため意識は目覚めなかった。『愛する者の死』を目の当たりにして呆然となった松笛（真）の涙で記憶を取り戻して目覚める。在学時は夢分析同好会所属、会計担当。卒業後はOLとなり、冥界からの帰還から5年後に松笛（真）と婚約する。
松笛（真）と結婚して主婦となり、二人の子供を産む。
松笛 臣（真）
本シリーズのもう一人の主人公。早背田大学法学部2年。(20)。蛇の介入で記憶を喪った戸川が出会ったもう1人の松笛。夢で見た本来の世界の松笛の記憶から歓喜天のオブジェを作る。性格は真面目で普通かつシャイで奥手。サークル勧誘の際に突然初対面である自分の名前をつぶやいて倒れた戸川が気になり、その後もなにかを抱え涙を見せる戸川が気になり、彼女を守りたいという気持ちで告白した。二人の交際は後輩の戸川が主導する形となっている。男女交際禁止の掟に背いて先輩たちから咎められ退会を覚悟するが、二人で見る夢の探求という課題を副部長から与えられる。夢の中で自分ではない自分と高校生活を送る戸川と、冥界で苦闘する松笛。戸川の影に会い悩むが、夢の謎を見届けるために冥界に行くことを決意。様々な誘惑や罠を退け、松笛とともに『運命の輪』にある戸川の心を救った。
実は多元世界であり、松笛（真）が高校生活を送る松笛と戸川を夢に見ているのに対し、松笛も松笛（真）と戸川の大学生活とその後二人が結婚して幸福な家庭を築く世界を夢に見ている。松笛のように特別な力は持ち合わせていないが、歓喜天の儀式を行ったり、インドラの矢を放ったりと随所で能力を発揮する。
大学卒業後は漫画雑誌『アクタヌーン』（株式会社講弾社）の編集者となった。担当漫画家は植千葉（作者）。同じ世界の戸川と結婚する。在学時は夢分析同好会に所属。
松笛の影（まつぶえのかげ）
元は松笛の宝物として引き出しに保管されていた奇妙なニワトリ。好奇心に負けた戸川がうっかり出してしまい妙な曲芸を披露するなどしていた。刺客に会うため廃工場に向かった戸川に同行し、松笛に窮地を知らせる。『眼』の攻撃で囚われた松笛の前で実体化する。学ラン姿が特徴。狐の面をしており、やがてそれは松笛の手を経て松笛（真）に渡るキーアイテム。喜怒哀楽が松笛より多彩な、ツッコミ役。
戸川の影（とがわのかげ）
第12話で戸川が産んだ卵から産まれた存在。制服姿が特徴。本来の戸川やもう1人の松笛をサポートする。性格は戸川に比べて知的かつ冷静で術の心得も持つ。妨害者との戦いで消滅したが、後に復活する。
副部長（ふくぶちょう）
女性。夢分析同好会の副部長。喫煙者。後に部長と結婚し1児を儲け、それを機に禁煙している（作中では煙草の代わりにキャンディーを舐めていた）。
部長（ぶちょう）
男性。夢分析同好会の部長。作中ではあまり出てこない。

### 学園編での主な登場人物
神無月（かんなづき）
学園編にて登場。演劇部所属。男だが演劇部員によって女装させられついには男の子を好きになってしまう。最初は松笛に惚れていたが、野球部時代同じ部員であったハマノに告白され恋人同士になる。他の男子生徒が惚れるほどの美しい顔つきである。
北枕夜宵（きたまくら やよい）
南高校演劇部部長、2年D組。普段から変わった舞台服を着用している。神無月に女装をさせた張本人。学園編で登場。北高校の茶柱彩女（ちゃばしら あやめ）をライバル視している。

### 精霊編での主な登場人物
三島塔子（みしま とうこ）
高校1年（16）。第5話で初登場。ある幻視がきっかけで松笛に好意を持ち、告白しようとするが未遂に終わる。以降、数年間登場しなかったが、精霊編で日曜星の夢使いとして再登場する（設定は多少異なるが同一人物である）。
世捨て人でお酒好き。同性の戸川も見惚れる美少女で、奇矯な言動も相まって学内では有名人らしい。
亡き三島宙明の長女であり、童遊斎の名と、おもちゃ屋「童遊斎」を引き継いでいる。父に対しては恋愛に近い感情を抱いており、死別してからは右目でしか泣けなくなった。
左目の中に精霊、円目王（つぶらめのおう、1500年前の御先祖様）が住み、様々な能力を発揮する。 松笛から渡った狐のお面がトレードマーク。
三島燐子（みしま りんこ）
自称：超（スーパー）小学生（9）。三島宙明の次女で、塔子の妹。火曜星の夢使いであり、火の精霊の力を借りた幻影術を得意とする。火の精霊とは相思相愛の仲。術用に大量の燐寸を常備している。
小学生ながら優秀で、知識も豊富。容姿はドキンちゃんに似ている。
現在、三島姉妹は祖父母の家に住んでいる。祖父は東都大学教授の三島信夫（みしま のぶお）。
三島宙明（みしま ひろあき）
初代童遊斎（わらべゆうさい）にして三島塔子、燐子の父親。
自身の店を持つほどのオモチャの愛好家であり、それを用いた退魔法を考案した人物。塔子が中学生の時にすでに亡くなっていて、妻も本編では登場せず、言及もない。
橘一（たちばな はじめ）
金曜星の夢使い。12歳以下の少女にしか興味がないいわゆるロリコン。ディスコミ第79話にも同姓同名のアイドル俳優（やはりロリコン）が登場するが別人である。
ハイテクとレトロを融合させたという電脳紙芝居屋をしている。プロの情報屋でもあり、塔子に必要な情報を集めていた。
吉本麗珠（よしもと つぐみ）
片思いの相手を当てたり、夢を現実にする能力を持っており、小学校では生徒会長を勤め、生き神のように扱われる。
ある事が原因で半年もの間眠っていた。名前の由来は吉本ばななの小説『TUGUMI』から。
朱氏玲介（あかし れいすけ）
美術教師で、精霊編の重要人物。双子の妹に加東恭子がいる。趣味は少女の人形制作。過去に松笛と会っている。
加東恭子（かとう きょうこ）
美術教師で、幼い時に別れた朱氏玲介の双子の妹。交通事故で亡くなっている。

## 作品解説

### 冥界編
単行本では第1-11話に公式な名称はなかったが、新装版では冥界編に包括されている。
導入部は戸川と松笛の出会いから、松笛を通して戸川が出遭う不思議な体験、12話からは冥界と夢の世界を舞台とした、冥界に落ちた戸川と松笛が見るもうひとつの2人の物語を描く。
第1話「ディスコミュニケーション」から、第43話「わたしはどうしてまつぶえくんをすきになったんだろう?」まで。
単行本1-8巻、または新装版1-3巻に収録。

### 学園編
主人公とその周辺に起こる出来事を高校生活を中心に描いている。冥界編のシリアスな雰囲気とは打って変わり、ギャグや作者の嗜好が顕著に表れた作風が特徴的である。
第44話（新装版では、学園編第1話）「男の子で遊ぼうI」から、第67話（同じく学園編第24話）「夢の扉II」まで。
単行本8-11巻と『ディスコミュニケーション学園編』（第53-58話）、または新装版4-5巻に本来の発表順で収録。

### 内宇宙編
初期の頃の作風に戻りながらも、戸川と松笛の2人が狂言回し的な立ち位置となるエピソードが多い。
第68話（新装版では内宇宙編第1話）「光るゴミ」から、第84話（同じく第17話）「桜に願いを」まで。
単行本11-13巻、または新装版6巻に収録（単行本では第82-84話が未収録）

### 精霊編
本編単行本6巻ですでに作者から予告されていたが、連載開始はそれから3年経った1999年7月号から。精霊編では戸川と松笛は脇役的な存在となり、半年間眠ったままだった少女を巡って「どうして人は誰かを好きになるのか」というディスコミ連載当初からのテーマに三島塔子・燐子姉妹が挑む話になっている。また精霊編の続編ともいえるのが『ディスコミ』連載後に『月刊アフタヌーン』で連載された『夢使い』であり、一部キャラクターの設定を引き継いでいる（設定を引き継いでいるだけで直接の続編ではない）。
『ディスコミュニケーション精霊編』全3巻、または新装版の7巻に相当。

## ラジオドラマ
文化放送『佐竹雅昭の覇王塾F』で放送していた。
『ワカラナイカラ好キニナル』
一話完結方式、全8話。
- 松笛篁臣：結城比呂※現・優希比呂
- 戸川安里香：林原めぐみ
- 三島塔子：今井由香
- コウサカ：井上和彦
- ハマノ：石野竜三
- 戸川知恵香：平松晶子

第1話「恋は永遠のなぞ?」
第2話「私のコトをスキ?」
第3話「女の願いはキス?」
第4話「彼女は私のテキ?」
第5話「彼の趣味はヘン?」
第6話「鏡合わせのアイ?」
第7話「二人で見るユメ?」
第8話「恋の季節のナツ?」
『CD ディスコミュニケーション』
上記の放送をCDドラマとして発売したもの。1996年10月23日発売、ISBN 4-06-338900-6（KODANSHA/ACD1）。

## 書誌情報
- アフタヌーンKC、講談社。括弧内は雑誌掲載号で、誌名の記載がないものはすべてアフタヌーン掲載。
  1. ディスコミュニケーション1 1992年08月20日、ISBN 4-06-321027-8 (モーニング1991年24号、アフタヌーン1992年2～6月号)
  2. ディスコミュニケーション2 1993年05月19日、ISBN 4-06-321032-4 (1992年8月号～1993年3月号)
  3. ディスコミュニケーション3 1994年10月19日、ISBN 4-06-321045-6 (1993年4～9月号)
  4. ディスコミュニケーション4 1994年12月13日、ISBN 4-06-321046-4 (1993年10月号～1994年3月号)
  5. ディスコミュニケーション5 1995年12月14日、ISBN 4-06-321053-7 (1994年5～9月号)
  6. ディスコミュニケーション6 1996年01月20日、ISBN 4-06-321054-5 (1994年11月号～1995年3月号)
  7. ディスコミュニケーション7 1996年02月21日、ISBN 4-06-321056-1 (1995年4～8月号)
  8. ディスコミュニケーション8 1996年04月20日、ISBN 4-06-321058-8 (1995年9～11月号、1996年1～2月号)
  9. ディスコミュニケーション9 1996年10月21日、ISBN 4-06-321063-4 (1996年3～7月号)
  10. ディスコミュニケーション10 1997年05月21日、ISBN 4-06-321070-7 (1996年8～9月号、1997年4～6月号)
  11. ディスコミュニケーション11 1997年12月16日、ISBN 4-06-321075-8 (1997年7月号～1998年1月号)
  12. ディスコミュニケーション12 1998年07月21日、ISBN 4-06-321088-X (1998年2～8月号)
  13. ディスコミュニケーション13 1999年03月19日、ISBN 4-06-321097-9 (1998年9月号～1999年3月号)
  14. ディスコミュニケーション学園編 1998年12月16日、ISBN 4-063-14193-4 (1996年10月号～1997年3月号)
  15. ディスコミュニケーション精霊編1 1999年12月14日、ISBN 4-06-321109-6 (1999年7～12月号)
  16. ディスコミュニケーション精霊編2 2000年05月18日、ISBN 4-06-321112-6 (2000年1～6月号)
  17. ディスコミュニケーション精霊編3 2000年11月20日、ISBN 4-06-321119-3 (2000年7～11月号)
- 新装版 ディスコミュニケーション (講談社アフタヌーンKCデラックス) 
  1. 冥界編1 2012年10月23日、ISBN 978-4-06-376718-6
  2. 冥界編2 2012年11月22日、ISBN 978-4-06-376729-2
  3. 冥界編3 2012年12月21日、ISBN 978-4-06-376754-4
  4. 学園編1 2013年01月23日、ISBN 978-4-06-376770-4
  5. 学園編2 2013年02月22日、ISBN 978-4-06-376789-6
  6. 内宇宙編 2013年03月22日、ISBN 978-4-06-376797-1
  7. 精霊編 2013年04月23日、ISBN 978-4-06-376812-1